# Iraty Sport Club
El Iraty Sport Club es un club de fútbol brasilero de la ciudad de Irati. Fue fundado en 1914 y juega en la Tercera División del Campeonato Paranaense.

## Jugadores

### Torneos nacionales
- Campeonato Paranaense (1): 2002

## Entrenadores
- Lívio Vieira (?-febrero de 2001)[5][6]
- Ivair (febrero de 2001-abril de 2001)[5][7]
- Lívio Vieira (abril de 2001-octubre de 2001)[7][8]
- Val de Mello (octubre de 2001-mayo de 2003)[8][9][10]
- Mano Menezes (2003-septiembre de 2003)[11][12]
- Gilberto Pereira (septiembre de 2003-?)[12][13]
- Paulo Campos (enero de 2004-2004)[14][15]
- Freddy Rincón (diciembre de 2005-febrero de 2006)[16][17]
- Val de Mello (febrero de 2006-enero de 2007)[17][18]
- Gilberto Pereira (enero de 2007-?)[18]
- Antônio Lopes Júnior (diciembre de 2007-2008)[19][20]
- Paulo Campos (enero de 2009-?)[15]
- Gilberto Pereira (septiembre de 2009-?)[21]
- Wagner Oliveira (marzo de 2019-?)[22]